# Ligne du Dorat à Magnac-Laval
La ligne du Dorat à Magnac-Laval est une ancienne ligne de chemin de fer française, qui reliait la gare du Dorat, située à la jonction de la ligne de Mignaloux - Nouaillé à Bersac et de la ligne du Dorat à Limoges-Bénédictins, où circule la liaison TER entre Poitiers et Limoges, à celle de Magnac-Laval. Déclassée en 1994, la ligne est aujourd'hui entièrement déposée.

## Histoire
La loi du 17 juillet 1879 (dite plan Freycinet) portant classement de 181 lignes de chemin de fer dans le réseau des chemins de fer d’intérêt général retient en n° 94, une ligne du « Dorat à Magnac-Laval (Haute-Vienne) ».
La ligne est concédée à titre éventuel à la Compagnie du chemin de fer de Paris à Orléans par une convention signée entre le ministre des Travaux publics et la compagnie le 17 juin 1892. Cette convention est approuvée par une loi le 20 mars 1893.
La ligne est déclarée d'utilité publique par un décret le 26 décembre 1899. Ce même décret rend la concession définitive.
La ligne est inaugurée le 13 septembre 1908 à Magnac-Laval, en présence de Louis Barthou, ministre des Travaux Publics, arrivé par le train.
Un prolongement de la ligne vers Saint-Sébastien est concédée à titre éventuel à la Compagnie du chemin de fer de Paris à Orléans par une convention signée entre le ministre des Travaux publics et la compagnie le 20 février 1913. Cette convention est approuvée par une loi le 7 juillet 1913.
- 1er juillet 1908 : Ouverture.
- 2 octobre 1932 : Fermeture au trafic voyageurs.
- 25 septembre 1988 : Fermeture au trafic marchandises.
- 17 octobre 1994 : Déclassement (PK 419,802 à 426,626)[6].

## Infrastructure
La ligne à voie unique a été déferrée après son déclassement. Un tronçon d'environ 800 mètres au départ du Dorat jusqu'au hameau de Lamont est un chemin de randonnée pédestre praticable à VTT. Au-delà jusqu'à Magnac-Laval, l'emprise de l'ancienne ligne n'est accessible que sur quelques tronçons.

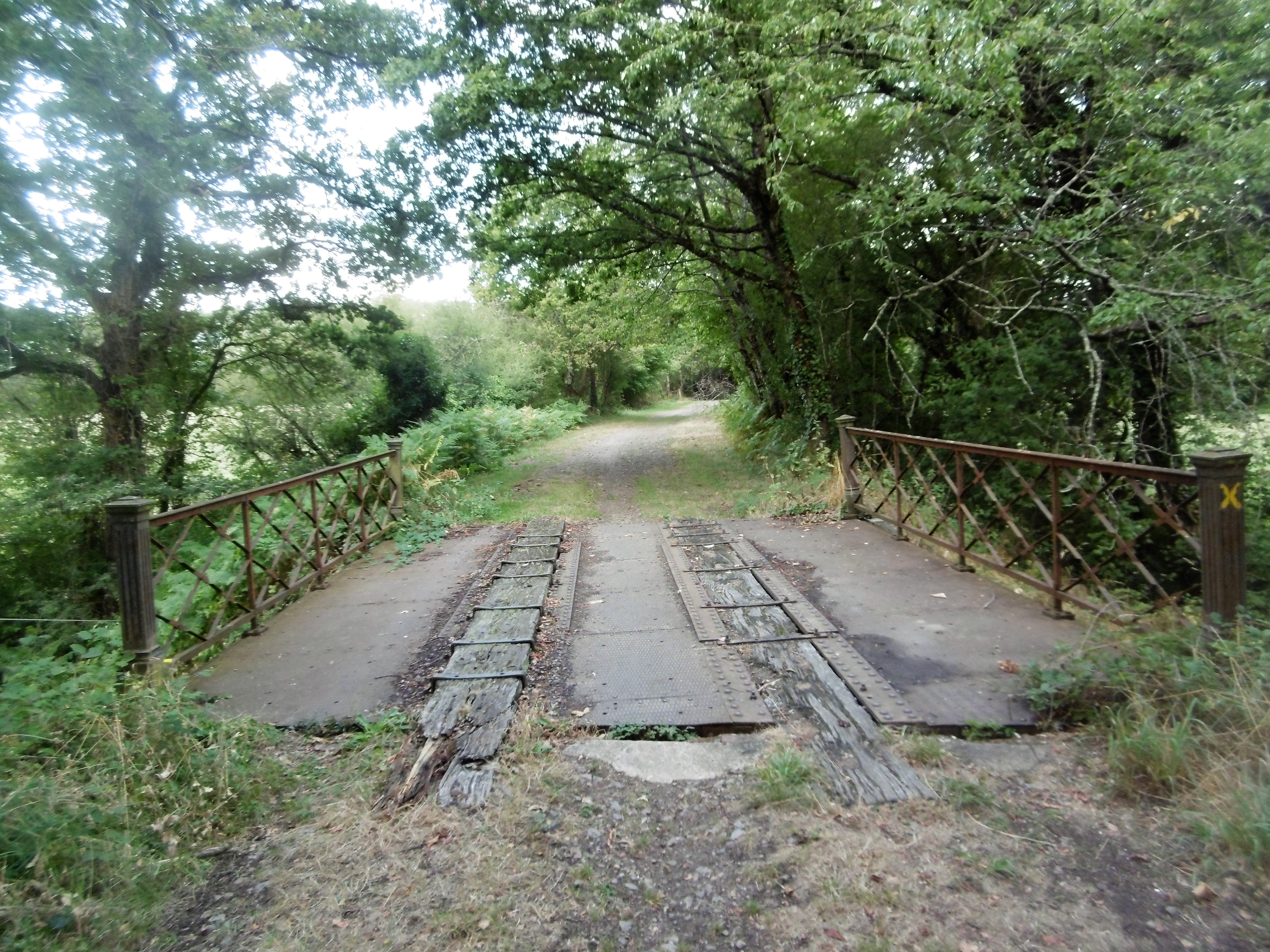
Ligne Le Dorat-Magnac Laval chemin de randonnée passage sur un pont près du Dorat
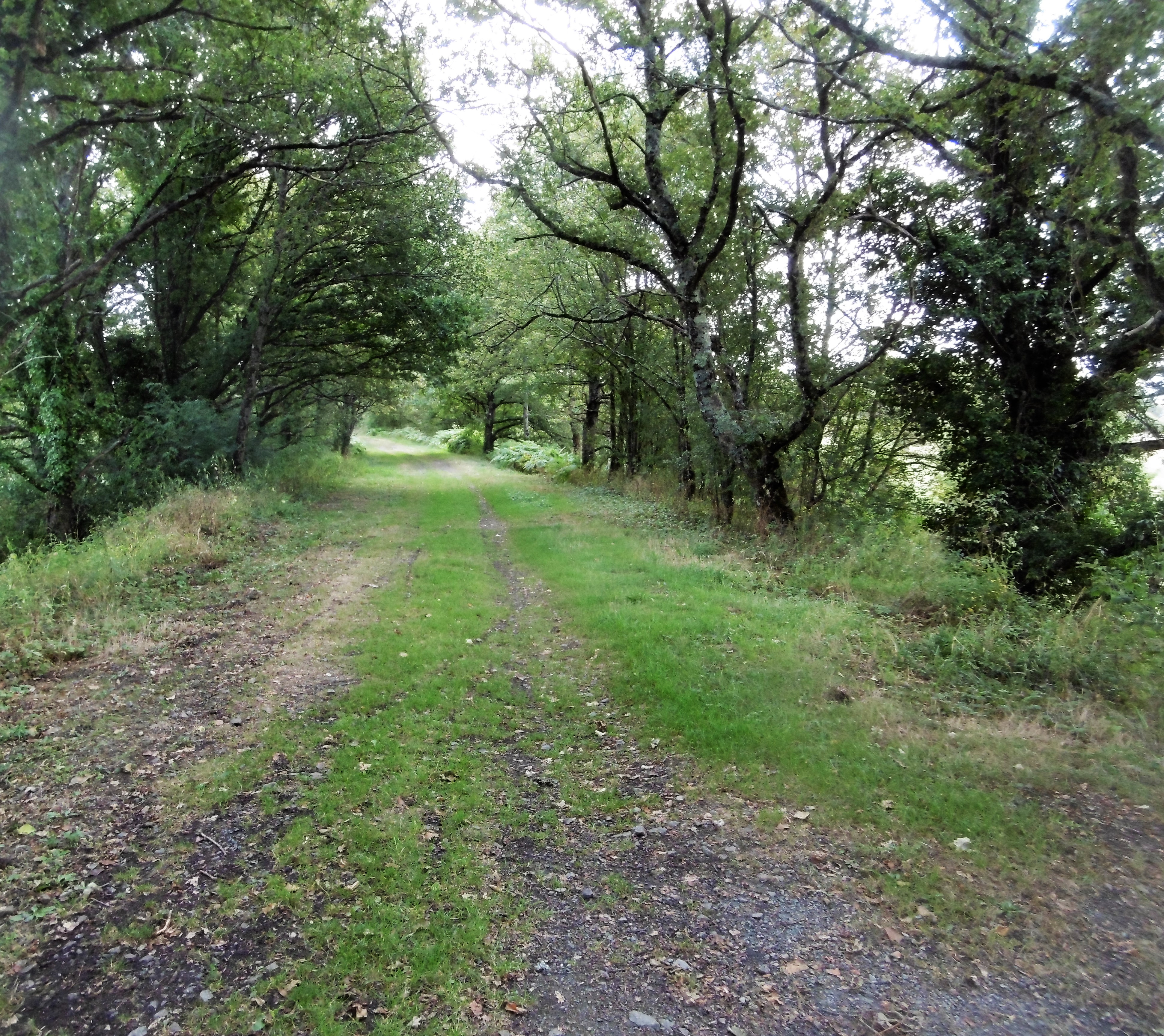
Chemin de randonnée sur la ligne Le Dorat-Magnac-Laval